# Gilles Fontaine
Pour les articles homonymes, voir Fontaine.
Gilles Fontaine, né le 13 août 1948 à Lévis et mort le 1er novembre 2019, fut professeur d'astrophysique à l'Université de Montréal au Québec (Canada).

## Travaux
Les travaux de Gilles Fontaine portent principalement sur les étoiles naines blanches, les étoiles sous-naines et sur l'astérosismologie, science qui s'occupe d'interpréter les variations d'intensité lumineuse de certaines étoiles pulsantes (ou vibrantes), permettant ainsi de sonder leur structure interne. En particulier, il montrera que les naines blanches peuvent servir de bancs d'essai pour les théories d'équation d'état, de coefficient de transport et de transition de phase solide/liquide à une très haute densité. Avec ses collaborateurs, Gilles Fontaine est devenu un scientifique de renom dans le domaine de l'astérosismologie, et contribue à la découverte et à l'analyse de nombreuses étoiles pulsantes. L’astéroïde 2010 GF153, découvert en avril 2010, est nommé en son honneur « (400811) Gillesfontaine »,.

## Honneurs
- 1986 - Bourses commémoratives E.W.R. Steacie
- 1987 - Prix Steacie
- 1989 - Prix Urgel-Archambault[5]
- 1990 - Bourse Killam
- 1992 - Membre de la Société royale du Canada[6]
- 1999 - Prix Marie-Victorin (Prix du Québec)[1]
- 2000 - Prix Carlyle-S.-Beals
- 2012 - Top 10 des découvertes de l'année 2012 par la revue Québec Science[7]
- 2016 - Médaille de l’Association canadienne des physiciens et physiciennes[8]